# Alif Tree
Alif Tree je francouzský downbeatový/nu-jazzový hudební projekt, který v současné době vydává u labelu Compost Records.

## Biografie
Alif Tree vznikl v roce 1990. Otcem tohoto projektu je z části rumunský DJ Alex Altain. První album The Observatory vzniklo a bylo vydáno v roce 2000 u M/10 Records. V roce 2001 již vzniklo druhé album Spaced. Svůj první větší úspěch zaznamenal Alif Tree v roce 2006 se svým singlem „Forgotten Places“, který byl vydán na albu French Cuisine.

## Diskografie
- The Observatory (2000)
- Spaced (2001)
- French Cuisine (2006)
- Clockwork (2009)